# Lophodermella concolor
Lophodermella concolor är en svampart som först beskrevs av Dearn., och fick sitt nu gällande namn av Darker 1967. Lophodermella concolor ingår i släktet Lophodermella och familjen Rhytismataceae.   Inga underarter finns listade i Catalogue of Life.